# I prövningens stund
I prövningens stund – szwedzki niemy film dramatyczny z 1915 roku w reżyserii Victora Sjöströma.

## Obsada
- Kotti Chave – Syn Hogardta (w wieku 4 lat)
- Richard Lund – Hogardt
- Greta Pfeil – Pani Nilsson
- Victor Sjöström – Sven Nilsson